# Michael Miabesue Bibi
Michael Miabesue Bibi (Bamessing, 28 luglio 1971) è un vescovo cattolico camerunese, dal 5 gennaio 2021 vescovo di Buéa.

## Biografia
Michael Miabesue Bibi è nato il 28 luglio 1971 a Bamessing, regione del Nordovest e diocesi di Bamenda (oggi arcidiocesi), nella Repubblica del Camerun.
Ha ricevuto l'ordinazione sacerdotale il 26 aprile 2000, ventottenne, incardinandosi come presbitero dell'arcidiocesi di Bamenda.

### Ministero episcopale
Il 24 gennaio 2017 papa Francesco lo ha nominato, quarantacinquenne, vescovo ausiliare di Bamenda, assegnandogli contestualmente la sede titolare di Amudarsa. Ha ricevuto la consacrazione episcopale il 25 marzo seguente, presso la Cattedrale di San Giuseppe a Bamenda, per imposizione delle mani di Cornelius Fontem Esua, arcivescovo metropolita di Bamenda, assistito dai co-consacranti Agapitus Enuyehnyoh Nfon, vescovo di Kumba, e George Nkuo, vescovo di Kumbo.
Il 5 gennaio 2021 papa Francesco lo ha promosso, quarantanovenne, vescovo di Buéa, diocesi di cui era già amministratore apostolico dal 28 dicembre 2019, dopo l'accettazione della rinuncia per raggiunti limiti d'età del settantacinquenne vescovo Immanuel Bushu. Il 25 febbraio seguente ha preso possesso della diocesi, nella concattedrale della Divina Misericordia.

## Genealogia episcopale
La genealogia episcopale è:
- Cardinale Scipione Rebiba
- Cardinale Giulio Antonio Santori
- Cardinale Girolamo Bernerio, O.P.
- Arcivescovo Galeazzo Sanvitale
- Cardinale Ludovico Ludovisi
- Cardinale Luigi Caetani
- Cardinale Ulderico Carpegna
- Cardinale Paluzzo Paluzzi Altieri degli Albertoni
- Papa Benedetto XIII
- Papa Benedetto XIV
- Papa Clemente XIII
- Cardinale Bernardino Giraud
- Cardinale Alessandro Mattei
- Cardinale Pietro Francesco Galleffi
- Cardinale Giacomo Filippo Fransoni
- Cardinale Carlo Sacconi
- Cardinale Edward Henry Howard
- Cardinale Mariano Rampolla del Tindaro
- Cardinale Rafael Merry del Val
- Cardinale Raffaele Scapinelli di Leguigno
- Cardinale Friedrich Gustav Piffl
- Vescovo Michael Memelauer
- Cardinale Franz König
- Arcivescovo Donato Squicciarini
- Arcivescovo Cornelius Fontem Esua
- Vescovo Michael Miabesue Bibi